# Открытые горные работы

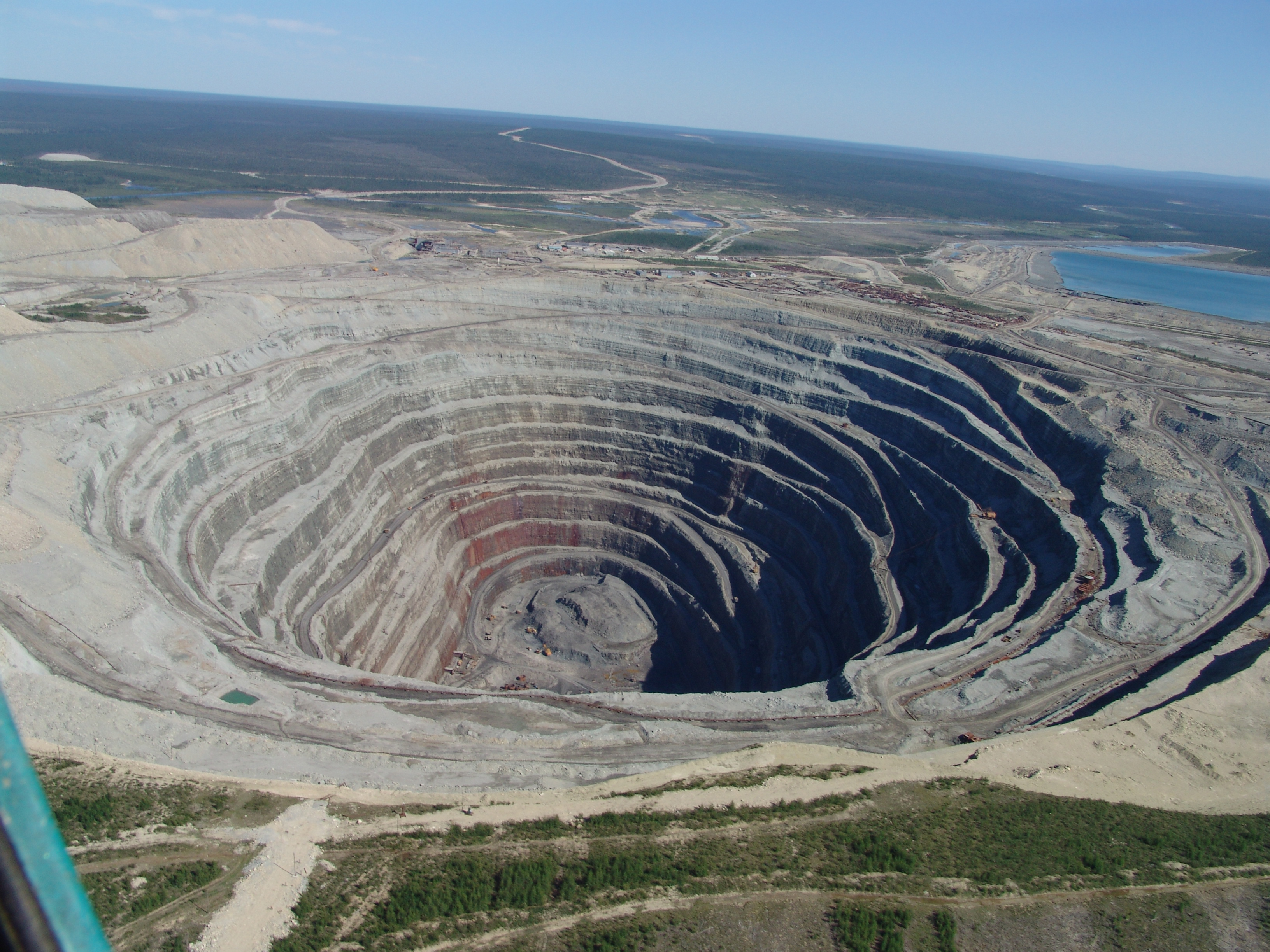
Открытые горные работы по добыче алмазов на месторождении Удачная, Якутия

Открытые горные работы (англ. surface mining, нем. Tagebau, фр. exploitation des gisements a ciel ouvert) — способ добычи полезных ископаемых с поверхности земли с помощью горных выработок, находящихся под открытым небом.

## Классификация
В зависимости от формы и положения залежи полезного ископаемого относительно земной поверхности по классификации академика Ржевского В. В. выделяют пять основных видов открытой разработки месторождений:
1. Поверхностный. Характеризуется отработкой месторождения на полную мощность вскрыши и полезного ископаемого. Вскрышные породы размещаются в отработанном пространстве карьера. Внешние отвалы устраиваются при строительстве карьеров, а также при особых горногеологических и технологических условиях отработки месторождения полезных ископаемых.
2. Глубинного типа. Характерна выемка вскрышных пород и полезного ископаемого слоями в нисходящем порядке.
3. Нагорного типа. Характерно перемещение вскрышных пород и добытого полезного ископаемого на более низкие отметки сверху вниз.
4. Нагорно-глубинного типа. Характерны для сложных рельефов поверхности карьерного поля.
5. Подводная добыча. Характерно расположение кровли и почвы залежи ниже поверхности воды.

## Основные технологические процессы открытых горных работ

### Подготовка горных пород к выемке
Включает отделение горных пород от массива и их рыхление. При скальных породах производится с помощью буро-взрывных работ.

### Погрузка горной массы в транспортные средства
Осуществляется с помощью различных подъёмно-транспортных механизмов: экскаваторов, погрузчиков, роторных комплексов и др.

### Транспортирование горной массы
Для транспортировки горной массы используются различные транспортные средства:
железнодорожный транспорт;
автомобильный транспорт;
конвейерный транспорт;
скиповые подъёмники;
гидравлический транспорт;
подвесные канатные дороги.

### Отвалообразование
Размещение пустых пород в отвалах, планирование отвалов, их рекультивация.